# Jim Bacon
Jim Bacon, wł. James Alexander Bacon (ur. 15 maja 1950 w Melbourne, zm. 20 czerwca 2004 w Hobart) – australijski polityk.

## Życiorys
Studiował na Monash University, gdzie w środowisku studenckim był przywódcą ruchu maoistycznego. Działał w związkach zawodowych na Tasmanii. Odstąpił od ideologii komunistycznej i został członkiem Australijskiej Partii Pracy.
W 1996 został deputowanym, rok później przywódcą Partii Pracy w Tasmanii; poprowadził partię do zwycięstwa w wyborach lokalnych i objął funkcję premiera rządu Tasmanii w 1998, zastępując liberała Tony’ego Rundle’a. Dzięki dobrym wynikom ekonomicznym i rozwojowi turystyki zapewnił sobie reelekcję w 2002.
Z powodu choroby nowotworowej (raka płuc), zrezygnował z funkcji premiera w lutym 2004 i został zastąpiony przez dotychczasowego wicepremiera Paula Lennona. Niepełna pół roku potem zmarł w Hobart.